# Líbano en los Juegos Olímpicos de Helsinki 1952
Líbano estuvo representado en los Juegos Olímpicos de Helsinki 1952 por nueve deportistas masculinos que compitieron en cuatro deportes.

## Medallistas
El equipo olímpico libanés obtuvo las siguientes medallas:
| Nombre         | Deporte            | Competición |
| -------------- | ------------------ | ----------- |
| Oro            |                    |             |
| —              |                    |             |
| Plata          |                    |             |
| Zakaria Chihab | Lucha grecorromana | 57 kg M     |
| Bronce         |                    |             |
| Jalil Taha     | Lucha grecorromana | 73 kg M     |